# Andrei Andrejewitsch Markow (Mathematiker, 1903)
Andrei Andrejewitsch Markow junior, russisch Андре́й Андре́евич Ма́рков, (* 9. Septemberjul. / 22. September 1903greg. in Sankt Petersburg; † 11. Oktober 1979 in Moskau) war ein sowjetischer Mathematiker, der sich insbesondere mit Grundlagen der Mathematik, formaler Logik, Algorithmentheorie und konstruktiver Mathematik befasste, aber auch mit Differentialgleichungen (Dynamischen Systemen) und Topologie.

## Leben
Markow war der Sohn des berühmten Mathematikers Andrei Andrejewitsch Markow. Er wurde 1921 an der Universität Petrograd promoviert, 1935 habilitierte er zum Doktor der Wissenschaften und war ab 1936 Professor in Leningrad (Leiter der Abteilung Geometrie) und ab 1959 an der Lomonossow-Universität Moskau, wo er eine Schule der konstruktiven Mathematik begründete und Leiter der Abteilung Mathematische Logik war. 1979 wurde er emeritiert. Außerdem war er 1939 bis 1972 am Steklow-Institut. Er war 1950 Gründer des Labors für Mathematische Logik am Rechenzentrum der Akademie der Wissenschaften der UdSSR und leitete es zwanzig Jahre lang.
1947 bewies er unabhängig und gleichzeitig mit Emil Post das erste Unentscheidbarkeitsresultat eines Problems der klassischen Mathematik. 1958 zeigte er, dass das Klassifizierungsproblem für Mannigfaltigkeiten (bis auf Homöomorphie) in vier und mehr Dimensionen unentscheidbar ist.
Er ist für Konzepte wie das Markowsche Prinzip (und damit verbunden die Markowsche Regel) und den Markowschen Algorithmus in der theoretischen Informatik bekannt.
1953 wurde er korrespondierendes Mitglied der Akademie der Wissenschaften der UdSSR.
Er veröffentlichte auch wenige Aufsätze über angewandte Mathematik, davon ist ein Aufsatz über Variationsprinzipien in der Plastizitätstheorie von Bedeutung. (ein weiterer Aufsatz war 1927 zur Wellenmechanik). Einer seiner ersten Aufsätze (1929) war über das Dreikörperproblem in der Himmelsmechanik. Er veröffentlichte auch über die Theorie der Zöpfe in der Topologie und topologische Gruppen.

## Schriften
- О зависимости аксиомы  В 6 от других аксиом системы Bernays’a–Gobel’a. In: Известия Академии наук СССР. Серия Математическая. (Izv. Akad. Nauka USSR) Band 12, Nr. 6, 1948, ISSN 0373-2436, S. 569–570, (Über die Nicht-Unabhängigkeit des Axioms B 6 von den übrigen Axiomen des Bernays-Gödel Systems.).
- Теория Алгорифмов (= Труды Математического Института имени В. А. Стеклова. (Trudy Mat. Inst. Steklov) 42, ISSN 0371-9685). Наук, Moskau u. a. 1954, (englisch: The theory of algorithms (= Works of the Mathematical Institute Imeni V. A. Steklov. 42, ZDB-ID 792541-4). Israel Program for Scientific Translations, Jerusalem 1961; Neuauflage mit Nikolaj M. Nagorny (= Mathematics and its Applications. Soviet Series. 23). Kluwer, Dordrecht u. a. 1988, ISBN 90-277-2773-2).
- О конструктивной функциях. In: Труды Математического Института имени В. А. Стеклова. (Trudy Mat. Inst. Steklov) Band 52, 1958, S. 315–348, (englisch: On constructive functions. In: American Mathematical Society. Translations. Serie 2, Band 29, 1963, ISSN 0065-9290, S. 163–195).
- О конструктивной Математике. In: Труды Математического Института имени В. А. Стеклова. (Trudy Math. Inst. Steklov) Band 67, 1962, S. 8–14, (englisch: On constructive Mathematics. In: American Mathematical Society. Translations. Serie 2, Band 98, 1971, S. 1–9).
- О Логике конструктивной Математики (= Новое в Жизни, Науке, Технике. Reihe: Математика, Кибернетика. 8, ZDB-ID 423278-1). Знание, Moskau 1972, (Über die Logik der konstruktiven Mathematik.).